# Adinandra angulata
Adinandra angulata Ridl. 1908 es una especie de planta de la familia de las teáceas. Es endémica de Malasia. 